# Стојан Новаковић
Стојан Новаковић (Шабац, 13. новембар 1842 — Ниш, 17. фебруар 1915) био је српски државник, дипломата, историчар, хералдичар, филолог, критичар, књижевник, преводилац, професор и академик.
Као политичар, обављао је неколико високих државних функција и био лидер Српске напредне странке. Био је председник Министарског савета Краљевине Србије у два наврата (1895—1896, 1909), такође је служио и као министар у више ресора у неколико влада. Спровео је реформу образовног система Србије. Био је један од лидера српског националног рада и пропагандних активности у Старој Србији. Као дипломата, био је посланик Краљевине Србије у Цариграду, Паризу и Петрограду.
Као књижевник, писао је песме и прозна дела а бавио се и преводилачким радом. Бавио се научним радом и истраживањима, првенствено у областима филологије и историје. Као филолог, проучавао је српски језик и историју српске књижевности. Као историчар, проучавао је правну и друштвену историју српског народа. Написао је педесет књига и преко пет стотина научних радова. Сматра се за једног од водећих српских историчара деветнаестог века.
Утемељивач је Српске књижевне задруге, њен први председник као и председник организације у још једном мандату. Новаковић је био четврти директор Народне библиотеке Србије. Био је члан и председник Српске краљевске академије (1906—1915) и члан пет иностраних академија наука. Вишеструки министар и посланик, Новаковић се залагао за ред, рад и поредак, и просвећене реформе, спроведене радом елите, а уз ослонац на Круну. За свој рад одликован је више пута од стране Краљевине Србије и неколико страних држава.

## Биографија
Рођен је као Коста Новаковић. Своје крштено име је касније посрбио, променивши га у Стојан. У родном граду је завршио основну школу, а потом и нижу гимназију (1857), као најбољи ученик. Затим је завршио вишу гимназију у Београду (1860), а потом и београдски Лицеј, где је студирао на Правном одсеку (1863). Још као студент, почео је да се бави књижевним стваралаштвом.
Након краће службе у државној администрацији, Новаковић је 1865. године постављен за професора гимназије у Београду, а већ крајем исте године изабран је за редовног члана Српског ученог друштва. Новаковић је 1869. године постао библиотекар у Народној библиотеци. На тој дужности је остао до 1873. године, а у међувремену је 1871. године постао и професор на Великој школи у Београду.
У пролеће 1873. године именован је по први пут за министра просвете и црквених дела, у либералној влади Јована Ристића. Исту дужност је обављао у још два наврата (1874—1875. и 1880—1883. године), у конзервативним, односно напредњачким владама. Као министар просвете спровео је реформу средњег образовања чије тековине и данас постоје (поделио је гимназију на смерове, друштвени и природни).
Новаковић се 1875. године вратио професорском позиву. Предавао је светску и српску књижевност и словенску филологију на Великој школи у Београду. Као филолог и историчар, оставио је дубок траг у српској науци. Премда није, као већина његових савременика из света науке, био школован у иностранству, Новаковић је постао признати научник, веома цењен међу колегама у Бечу, Минхену, Берлину и Паризу. Један од предводника критичке школе српске историографије, Новаковић се серијом значајних историјских дела, која покривају широк временски распон од средњег века до Првог српског устанка, наметнуо као један од водећих српских историчара.
Као политичар, првобитно је био либерал, а потом је пришао младоконзервативцима, који су 1881. године основали Напредну странку. Новаковић је имао истакнуту улогу у обликовању и спровођењу страначке политике, заједно са Милутином Гарашанином, Миланом Пироћанцем, Чедомиљем Мијатовићем и Миланом Ђ. Милићевићем.
Дипломатску каријеру започео је првом мисијом у Цариграду (1885-1892). Стојан Новаковић је са позиције посланика у Цариграду водио преписку са министром иностраних дела Османског царства Тефик-пашом у циљу да се спречи насиље Албанаца над хришћанима и светињама. Новаковић је наводио да су у периоду од неколико месеци 1898. Албанци извршили преко четири стотине злочина: убистава, паљења, разбојништва, скрнављења храмова, силовања, отмица, пљачки и насилне промене вере. 53 У ноти од октобра 1898. министар спољних послова Тефик-паша наводи да су оптужбе против Албанаца и муслимана неосноване.
По повратку је постао председник Државног савета. Потом је постао председник владе (1895—1896), а затим се вратио у дипломатију. Био је посланик у Цариграду (до 1900. године), затим накратко у Паризу, а потом у Петрограду, до 1905. године, када је пензионисан.
По повратку у земљу, Новаковић је постао један од обновитеља Напредне странке, која је добила име Српска напредна странка. У време Анексионе кризе, Новаковић је 1909. године поново изабран, упркос малом утицају своје странке, за председника концентрационе владе. Влада је трајала само до окончања Анексионе кризе, али је Новаковић остао један од најугледнијих политичара све до своје смрти 17. фебруара (4. фебруара по јулијанском календару) 1915. у јеку Првог светског рата.

## Политички рад
Као политичар, Новаковић је обављао неколико високих државних функција. Веома рано, тек што је навршио тридесет година живота, Новаковић је постао министар просвете и црквених дела у првој влади Јована Ристића (1873), а исту дужност је потом обављао у влади Аћима Чумића (1874-1875), као и у влади Данила Стефановића (1875). Новаковићев рани успон до високих државних функција био је последица његових првобитних веза са Јованом Ристићем, утицајним државником и вођом српских либерала. Међутим, Новаковић се касније разишао са Ристићем, ступивши међу младоконзервативце, који су по доласку на власт (1880) почели да спроводе политику оличену у везивању Србије за суседну Аустроугарску.
Током четвртог мандата на функцији министра просвете и црквених дела у влади Милана Пироћанца (1880-1883), Новаковићу је запала дужност да након склапања Тајне конвенције са Аустроугарском (1881) спроведе налог кнеза Милана Обреновића о уклањању митрополита Михаила Јовановића са положаја поглавара Православне цркве у Србији. Тим поводом, дошло је до тешког сукоба између Новаковићевог министарства и српске јерархије, која је стала уз митрополита Михаила, што је довело до уклањања свих архијереја и неканонског избора Теодосија Мраовића за новог митрополита у пролеће 1883. године. Након ових збивања и катастрофалног пораза владине листе на скупштинским изборима у септембру исте године, Пироћанчева влада је пала, чиме је окончан и Новаковићев мандат на функцији министра просвете и црквених дела.
На основу закона о основним школама који је донео 1882. године, уведено је обавезно основно образовање за дечаке и девојчице школског узраста и од тада држава почиње да води агенду описмењавања становништва.
Током поменутог спора између државних власти и црквене управе, Новаковић је оправдао поверење краља Милана, који му је недуго након гушења Тимочке буне (новембар 1883. године) поверио изузетно важну дужност министра унутрашњих дела у првој влади Милутина Гарашанина (1884-1885). У циљу учвршћивања краљеве власти и сузбијања опозиције, Гарашанинова влада је водила репресивну унутрашњу политику, која је највећим делом спровођена управо преко Новаковићевог министарства.
За време Анексионе кризе (1908-1909), Новаковић је за новине "Пестерлојд" изјавио: Кад год смо се ми на Балкану макнули, да против очите или крваве неправде штогод за своја национална права извојујемо, увијек су се дизали против нас врло гласни приговори, да нарушавамо ред, место да чекамо корак Европе и мјесто да се покоравамо интернационалном правном реду. Увијек су нас опомињали, да ће се на то наше покоравање вољи Европе, при оштети, која ће нам у дио пасти, узети у обзир. Ми старији и образованији заиста смо већ осиједили настојећи да свом народу утувимо ту европску мудрост. А сад је све то најновијим својевољним нападом Аустро-Угарске компромитовано. Дакле више не можемо вјеровати у европски морал.

## Књижевник и филолог
Као књижевни стваралац, Новаковић се представио јавности већ током својих лицејских година (1860-1863). На књижевном пољу, огледао се писањем песама и прозних састава, превођењем страних књижевних дела, покретањем књижевних часописа и проучавањем књижевне историје. Био је оснивач и уредник књижевног часописа „Вила ”(1865-1868).
Као млади књижевник и преводилац, Новаковић је веома рано (1865), са тек навршене 23 године, постао редовни члан Српског ученог друштва. У чланство је изабран на основу свог књижевног стваралаштва, пошто у то време још увек није имао значајнијих научних радова. У каснијим анализама, Новаковићево песничко и прозно стваралаштво оцењено је као осредње, тако да су разлози за његово преурањено примање у редовно чланство СУД остали недовољно познати, поготово у контексту његовог постављања (са свега 25 година) на функцију секретара и благајника СУД (1867). Брзо напредовање младог Новаковића приписује се утицају његових тадашњих покровитеља, Ђуре Даничића и Јанка Шафарика, који су рано препознали Новаковићеве потенцијале.
Током наредних година, Новаковић се посветио прикупљању библиографских података о делима објављеним на српском и другим јужнословенским језицима. Такође је прикупљао и податке о страним делима која су била од значаја за српски народ. Сву сакупљену грађу објавио је у књизи „Српска библијографија за новију књижевност 1741—1867“ (1869). Допуне ове библиографије је потом објављивао у наставцима, за сваку годину посебно, од 1868. до 1876. године. То су биле прве стручне библиографије на српском језику, што је било од великог значаја за каснија истраживања.
У склопу преводилачког рада, превео је књигу „Гражина“ највећег пољског песника Адама Мицкјевича, приредивши 1886. године издање на српском језику.
Године 1888. покренуо је рад на речнику српског језика.
Приликом оснивања Српске књижевне задруге (1892) изабран је за њеног првог председника. Новаковић је веома успешно обављао дужност председника ове утицајне националне установе, које је у редовним годишњим колима објављивала најбоља дела из српске и преводне књижевности, историје и научно-популарне литературе.
Иако није имао формално филолошко образовање, Новаковић се током свог рада на проучавању књижевне историје упознао са разним лингвистичким питањима, што га је потом навело да се посвети проучавању специфичних проблема из области српске и шире јужнословенске лингвистике. Написао је „Српску граматику за ниже гимназије и реалке“, која је објављена 1879. године, а потом је доживела и неколико нових издања.
У склопу проучавања српског језика, Новаковић је посебну пажњу посвећивао словенским дијалектима и говорима у јужним областима на ширем простору Повардарја. Новаковићева првобитна одлука да поменуте јужнословенске језичке варијетете означи путем употребе несловенских „македонских” одредница била је (након 1886. године) мотивисана првенствено политичким разлозима, што је накнадно (1898) признао и сам Новаковић, након суочавања са последицама свог ранијег залагања за подршку „македонском” покрету.

## Библиотекар
Новаковић је веома рано, у својој 27. години живота, постао управник Народне библиотеке у Београду и на тој дужности је био од 1869. до 1874. године. Успео је да се законом из 1870. обезбеде за Библиотеку три обавезна примерка и да се помогне развој школских и народних библиотека у унутрашњости. Његовом заслугом је касније (1881) донет закон о Народној библиотеци и Народном музеју.
Библиотекарско друштво Србије установило је 1997. године годишњу награду „Стојан Новаковић“. Награда се додељује појединцу или групи аутора за објављено дело из области библиотечко-информационе делатности, које представља значајан допринос библиотекарству. Године 2004, под истим именом је установљена награда за најбоље основношколске и средњошколске уџбенике у Србији, које се додељује сваке године. Новаковићу у част Друштво историчара Србије носи назив „Стојан Новаковић“.

## Научник и академик
Као и већина тадашњих српских истраживача, Новаковић је у области научног рада био самоук, пошто је од спреме првобитно имао само основна знања, стечена током похађања наставе на Правном одељењу Лицеја. Недостатак вишег универзитетског и формалног научног образовања покушао је да надокнади самосталним радом, уз ослонац на своје правничко образовање, те је стога већ 1870. године приредио издање Душановог законика, по Призренском рукопису. Међутим, већ на том првом искораку ка историјским истраживањима, Новаковић је начинио велики методолошки пропуст, пошто је одлучио да редослед чланова Душановог законика „преуреди” према сопственом нахођењу, што је наишло на озбиљне критике у стручној јавности. Настојећи да исправи овај пропуст, Новаковић је касније (1898) приредио ново издање, засновано на строгом поштовању изворног текста.
Пошто је првобитно био заокупљен књижевним, а касније и политичким пословима, Новаковић дуго није био у прилици да се у потпуности посвети само научном раду, што је надокнадио касније, током познијих година, када су настала и његова најзначајнија дела из области политичке, друштвене и правне историје српског народа и ширег балканског простора.
У међувремену, постао је члан Српског археолошког друштва, које је основано 1883. године. Такође је био члан управног одбора Задужбине Николе Чупића. Ова задужбина је установљена 1871. године, након смрти Николе Чупића (1836—1870), а Стојан Новаковић је био њен секретар и потом председник. Године 1877, одлучено је да Задужбина издаје једном годишње свој часопис који се звао „Годишњица Николе Чупића“, а где је је и Стојан Новаковић објавио велики број својих радова.
Након оснивања Српске краљевске академије (1886), Новаковић је 1887. године постављен за једног од првих 16 редовних чланова — академика. Дана 10. септембра 1888. године, на свечаном скупу СКА у славу стогодишњице Вука Караџића, Новаковић је поднео уводни реферат о задацима СКА у области неговања српског језика и том приликом је изнео научно утемељен и стручно образложен предлог за израду великог националног речника савременог српског језика. Краљевским указом од 1. фебруара 1906. године, постављен је за председника СКА. На том положају је остао све до смрти 1915. године.
У Галерији САНУ је од децембра 2017. до марта 2018. била изложба посвећена Стојану Новаковићу.

## Чланства и одликовања
Чланства
- Редовни члан Српске краљевске академије
- Дописни члан Југословенске академије наука и знаности, 1870.
- Дописни члан Француске академије наука, 1913.
- Дописни члан Руске академија наука
- Дописни члан Чешке академије наука
- Дописни члан Пољске академије наука

Одликовања
- Орден Белог орла, Краљевина Србија, III степен, 1883.
- Орден Меџиди нишан, Османцско царство, I степен, 1888.
- Орден Милоша Великог, Краљевина Србија, II степен, 1899.
- Орден Легије части, Француска, 1900.

## Лични живот
Новаковићева супруга Јелена (1844—1908) била је сестра Милана Кујунџића Абердара и ћерка Јована Кујунџића „Ваљевца” (1813—1877) и Анастасије-Насте рођ. Ранковић.
Син Стојана Новаковића био је правник и професор Милета Ст. Новаковић, ћерка Милица Новаковић (удата Рајковић), а унук филмски режисер Радош Новаковић.

## Цитати
Први утисак тога догађаја [аустроугарска анексија Босне и Херцеговине] на балканске народе у томе је што је он убио у њих сваку веру у правилност европских великих сила и у снагу међународних уговора и одредаба. Кад смо се год ми на Балкану макли да штогод урадимо за природна права своје народности, за свој опстанак, против очите или крваве неправде, дизала се на нас вика с опоменама да кваримо ред, да треба да сачекамо интервенцију Европе, да ваља да смо покорни међународном уговорном праву, да ће се по стрпљењу, по умерености, покорности вољи Европе ценити наша зрелост и по томе нам одређивати награда или призрење. Ми зрелији и образованији седели смо учећи народ ту европску мудрост. На једанпут је најновијим аустроугарским поступком, самовласности у сваком погледу све то збрисан.
У Србији не треба да буде ни русофила ни аустрофила, него само Срба који ће без заноса и страсти руководити се једино користима своје отаџбине.
Све његове [Стојана Новаковића] вишеструке активности у области просвете и културе сабрале су се у једно, у његово силно заузимање да се испуне завети Вука и Доситеја, да се скупе што убедљивији документи који ће снажно утицати на одржавање националне самосвести, да би проучавањем прошлости пророчки се гледало у будућност, како он каже.

## Одабрана дела
- Новаковић, Стојан (1867). Историја српске књижевности (1. изд.). Београд: Државна штампарија.
- Новаковић, Стојан (1869). Српска библијографија за новију књижевност: 1741-1867. Београд: Државна штампарија.
- Новаковић, Стојан (1870). Законик Стефана Душана цара српског: 1349 и 1354. Београд: Државна штампарија.
- Новаковић, Стојан (1871) [1867]. Историја српске књижевности (2. прерађено изд.). Београд: Државна штампарија.
- Новаковић, Стојан (1873). „Физиологија гласа и гласови српскога језика”. Гласник Српског ученог друштва. 37: 1—108.
- Новаковић, Стојан (1877). Српске народне загонетке. Београд-Панчево: Задужбина Чупићева.
- Новаковић, Стојан (1884). Хералдички обичаји код Срба у примени и књижевности. Београд: Краљевско-српска државна штампарија. Архивирано из оригинала 07. 04. 2023. г. Приступљено 23. 05. 2019.
- Новаковић, Стојан (1888). „Бугарске школе по Македонији”. Отаџбина. 7 (19): 78—95.
- Новаковић, Стојан (1889). „Ђ и Ћ у македонским народним дијалектима”. Глас СКА. 12: 1—53.
- Новаковић, Стојан (1891). „Село”. Глас СКА. 24: 1—261.
- Новаковић, Стојан (1893). Срби и Турци XIV и XV века. Београд: Чупићева задужбина.
- Новаковић, Стојан (1893). Први основи словенске књижевности међу балканским Словенима: Легенда о Владимиру и Косари. Београд: Српска краљевска академија.
- Новаковић, Стојан (1894). Српска граматика. Београд: Државна штампарија.
- Новаковић, Стојан (1894). С Мораве на Вардар: Под зидинама Цариграда: Бруса. Београд: Државна штампарија.
- Новаковић, Стојан (1895). Цариградска Патријаршија и православље у Европској Турској: Разматрања у прилог расправи црквено-просветног питања у Европској Турској. Београд: Државна штампарија.
- Новаковић, Стојан (1898). Законик Стефана Душана цара српског: 1349 и 1354 (PDF). Београд: Државна штампарија.
- Новаковић, Стојан (1900). Српска књига: Њени продавци и читаоци у XIX веку: Пред освитак XX века. Београд: Државна штампарија.
- Новаковић, Стојан (1904). Васкрс државе српске: Политичко-историјска студија о Првом српском устанку: 1804-1813 (1. изд.). Нови Сад: Српска књижара.
- Новаковић, Стојан (1904). Васкрс државе српске: Политичко-историјска студија о Првом српском устанку: 1804-1813 (2. допуњено изд.). Београд: Српска књижевна задруга.
- Устанак на дахије 1804, Задужбина Илије М. Коларца, Београд 1904. (208 стр.)
- Балканска питања и мање историјско-политичке белешке о Балканском полуострву 1886-1905, Задужбина И. М. Коларца, Београд 1906. (559 стр.)
- Турско царство пред српски устанак, Српска књижевна задруга, Београд 1906. (429 стр.)
- Уставно питање и закони Карађорђева времена, Задужбина И. М. Коларца, Београд 1907. (131 стр.)
- Новаковић, Стојан (1908). „Охридска архиепископија у почетку XI века” (PDF). Глас СКА. 76: 1—62.
- Новаковић, Стојан (1912). Законски споменици српских држава средњег века. Београд: Српска краљевска академија. Архивирано из оригинала 09. 11. 2021. г. Приступљено 08. 11. 2021.
- Двадесет година уставне политике у Србији 1883-1903, Књижарница С. Б. Цвијановића, Београд 1912. (336 стр.)
- Калуђер и хајдук, Задужбина И. М. Коларца, Београд 1913. (296 стр.)
- Историја и традиција : изабрани радови, Српска књижевна задруга, Београд, 1982 XX+478 стр.

Завод за уџбенике и наставна средства објавио је 1990-их критички приређено издање Изабраних дела Стојана Новаковића у 16 књига (редом):
- Земље и народ у старој српској држави
- Списи из историјске географије
- Срби и Турци
- Османско царство пред српски устанак
- Васкрс државе српске
- Балканска питања
- Национална питања и мисао I
- Национална питања и мисао II
- Аутобиографски списи
- Историја српске књижевности
- Први основи словенске књижевности
- Стара српска књижевност I
- Стара српска књижевност II
- Примери књижевности и језика старог српскословенског
- О народној традицији и народној књижевности
- Српска библиографија.